# 임득춘
임득춘(1933년 10월 27일 ~ )은 대한민국의 정치인이다. 제42·43대 순창군수를 역임했다.

## 역대 선거 결과
|  | 48.48% |

|  | 57.36% |

|  | 10.10% |